# Tipula (Microtipula) cithariformis
Tipula (Microtipula) cithariformis is een tweevleugelige uit de familie langpootmuggen (Tipulidae). De soort komt voor in het Neotropisch gebied.